# Parafia św. Anny w Pietkowie
Parafia pw. św. Anny w Pietkowie – rzymskokatolicka parafia należąca do dekanatu Łapy, diecezji łomżyńskiej, metropolii białostockiej. Siedziba parafii mieści się w Pietkowie.

## Zasięg parafii
Do parafii należą wierni z miejscowości: Pietkowo, Pietkowo II, Gabrysin, Józefin, Marynki, Turek, Wilkowo Nowe, Wilkowo Stare i Wołkuny.

## Historia
Parafia pw. św. Anny została erygowana w 1522 r. z fundacji Mikołaja i Baltazara Pietkowskich.

## Kościół parafialny
Obecny kościół murowany pw. św. Anny zbudowano w 1933 r. staraniem ks. prob. Antoniego Puchalskiego. Kościół konsekrowany 1.05.1938 r. przez Biskupa łomżyńskiego Stanisława Łukomskiego. W latach 1995–2000 staraniem ks. prob. Stanisława Mikuckiego odnowiono elewację zewnętrzną łącznie z dachem, a także uzupełniono wyposażenie kościoła.

### Dawniej posiadane lub użytkowane przez parafię świątynie
Ostatni z kościołów drewnianych wybudowany w 1762 r. przez Leona Kuczyńskiego, Podkomorzego Ziemi Drohickiej, podówczas dziedzica dóbr pietkowskich spłonął w 1930 r.

## Inne budowle parafialne i obiekty małej architektury sakralnej

### Plebania
Plebania drewniana, wybudowana ok. 1762 r. staraniem dziedzica Pietkowa, jako kolatora; wpisana do rejestru zabytków.

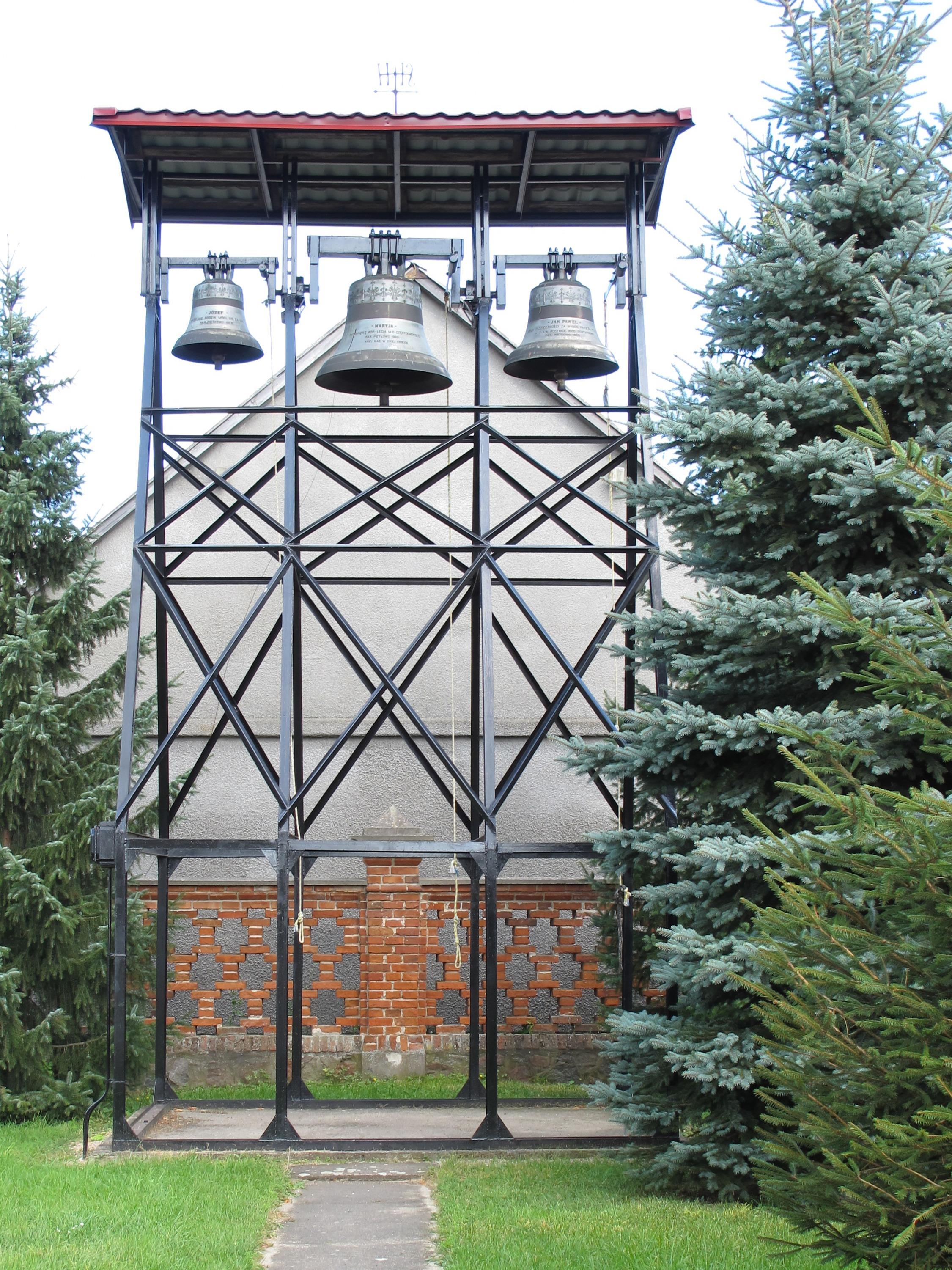
Dzwonnica

### Obiekty zabytkowe
- cmentarz rzym.-kat., pocz. XVIII, nr rej.: 662 z 30.12.1987
- plebania, drewn., 2 poł. XVIII, nr rej.: 803 z 25.08.1995[2].